# Carol Shields
Carol Shields, nacida Carol Ann Warner (Oak Park, Illinois, 2 de junio de 1935 - Victoria, Columbia Británica, 16 de julio de 2003) fue una escritora canadiense de origen estadounidense, madre de las también escritoras Anne Giardini y Sara Cassidy, 

## Biografía
Carol Warner estudió en el Hanover College de Indiana, donde obtuvo una licenciatura en Artes en 1957. El mismo año se casó con un ingeniero civil canadiense, Donald Hugh Shields, que había conocido durante un viaje de estudios en la Universidad de Exeter (Inglaterra) (1955-1956) conseguido gracias a una beca de las Naciones Unidas; la pareja vino a establecerse a Canadá y, a lo largo de los años que siguieron, Carol Shields tuvo cuatro hijas y un hijo y recibió la ciudadanía canadiense. 
Al filo de los treinta años empezó a escribir poemas y, siguiendo los consejos de sus profesores en la Universidad de Ottawa, donde hacía un posgrado, publicó los libros de poesía Others (1972) e Intersect (1974). Entretanto, se inscribió en el programa de maestría de la universidad, recibió el título de maestra en Artes en 1975 y redactó una tesis sobre Susanna Moodie titulada Susanna Moodie: voz y visión (1976). Desde 1973 Shields era asistente editorial de la revista Canadian Slavonic Papers y estuvo viviendo en Ottawa diez años (1968 – 1978). En 1977 Shields fue durante un año lectora en el departamento de inglés de la Universidad de Ottawa. Después dio un curso de escritura creativa en la Universidad de la Columbia Británica, para lo que tuvieron que trasladarse a Vancouver y vivir allí entre 1978 y 1980. En 1980 ella y su marido se establecieron en Winnipeg (Manitoba), pues él había sido nombrado profesor de la facultad de ingeniería de su Universidad. En Winnipeg escribió sus obras más importantes y, desde 1982, Carol Shields enseñó en el departamento de inglés de dicha universidad primero como profesora ayudante (1982–1992), luego como asociada (1992–1995) y por fin como titular en 1995; se retiró en 2000, siendo desde entonces profesora emérita de la misma. En 1996 se convirtió en canciller de la Universidad de Winnipeg y en 2000, tras la jubilación de Don, su marido, la pareja se trasladó a Victoria, Columbia Británica, donde ella falleció en 2003 por cáncer de mama a los 68 años. 
Shields destacó en el terreno de la novela y el relato, de los que hizo varias colecciones. Su novela más famosa es sin duda La memoria de las piedras (1993) con la que ganó en 1995 el Premio Pulitzer de Ficción y el Premio del Gobernador General; fue el único libro que ha recibido ambos premios. También ganó en Estados Unidos el Premio del Círculo Nacional de Críticos (1994) y fue nominada en 1993 para el Premio Booker. La memoria de las de las piedras fue designado uno de los mejores libros del año por Publishers Weekly y fue elegido como "libro notable" por The New York Times Book Review, quien dijo sobre esta obra que "nos recuerda una vez más por qué es importante la literatura."
Carol Shields ganó también otros premios y su última novela, Dejarlo todo (2002), defensa apasionada de las escritoras que escriben de temas "caseros", fue nominada para el Premio Giller de 2002, el premio literario del Gobernador General de Canadá, el Premio Booker y el Premio Naranja 2003 de Narrativa; fue galardonada con el Premio Ficción Ethel Wilson. Escribió una biografía de Jane Austen que también fue premiada y escribió diversas piezas teatrales, entre las que destaca Salidas y llegadas, interpretada cientos de veces por teatros profesionales y de aficionados. Se rodaron películas sobre algunas de sus novelas: Swann (1996) y The Republic of Love (2003).

## Obras

### Narrativa extensa
- Small Ceremonies (1976)
- The Box Garden (1977)
- Happenstance (1980)
- A Fairly Conventional Woman (1982)
- Swann: A Mystery (El secreto de Mary Swann) (1987)
- A Celibate Season (Una temporada de celibato) (1991) en colaboración con Blanche Howard
- The Republic of Love (La república del amor) 1992
- The Stone Diaries (La memoria de las piedras) 1993
- Larry's Party (El mundo de Larry) (1997)
- Unless (Dejarlo todo) (2002)

### Narrativa corta
- Words, 1985
- Various Miracles, 1985
- The Orange Fish, 1989
- Dressing Up for the Carnival, 2000
- Collected Stories. Toronto: Random House, 2004.

### Teatro
- Departures and Arrivals, 1990
- Thirteen Hands (1993, Trece manos)
- Fashion Power Guilt and the Charity of Families, 1995 (con Catherine Shields)
- Anniversary: A Comedy, 1998 (con Dave Williamson)
- Women Waiting, 1983
- Unless, 2005
- Larry's Party - the Musical, 2000 (adaptado por Richard Ouzounian con música de Marek Norman)
- Thirteen Hands and Other Plays, Toronto: Vintage, 2002.

### Poesía
- Others. Ottawa: Borealis Press, 1972.
- Intersect. Ottawa: Borealis Press, 1974.
- Coming to Canada. Ottawa: Carleton University Press, 1992.

### Biografías
- Jane Austen (2002)

### Crítica
- Susanna Moodie: Voice and Vision, 1976

## Distinciones
- Recibió el Premio Pulitzer de ficción en 1995 por su novela The Stone Diaries publicada en Canadá en 1993 y en los Estados Unidos en 1994.
- Premio a la mejor novela de 1976 (Small Ceremonies) de la Asociación Canadiense de Autores,
- Premio Arthur Ellis a la mejor novela de intriga canadiense (Swann: A Mystery)
- Nominaciones al premio Booker, premio del Gobernador general, el Premio Nacional del Libro del Círculo de Críticos, el prremio Giller (Larry's Party y Unless)
- Premio Orange (Larry's Party)
- El Premio Charles Taylor de literatura de no ficción (por Jane Austen)